# Opel Campo
Opel Campo – samochód osobowy marki Opel, produkowany w latach 1991–2001.

## Historia
Model Campo z założenia był pojazdem dostawczo-osobowym o nadwoziu pick-up. Samochód początkowo był produkowany przez Isuzu i bazował na modelu Faster TF. Produkcja pojazdu rozpoczęła się w 1988 roku.
W 1991 roku rozpoczęto sprzedaż modelu w Europie pod marką Opel. W 1997 roku samochód został poddany face liftingowi, szczególnie w obszarze przedniego pasa. Produkcja modelu zakończyła się w 2002 roku. Następcą Isuzu Campo został model D-Max. Opel natomiast nie przewidział wprowadzenia następcy.

## Warianty
Samochód był oferowany w trzech wariantach nadwoziowych. Klient mógł wybrać opcję dwudrzwiową z pojedynczą kabiną (dwuosobową), dwudrzwiową z pojedynczą przedłużoną kabiną (czteroosobową) bądź czterodrzwiową z podwójną kabiną (pięcioosobową). Oferowano także różne rodzaje miękkich plandek, a także hardtop.
Przed face liftingiem oferowano silniki o pojemności 2,3 (94 KM), 2,5 TD (76 KM) i 3,1 TD (109 KM). W 1997 roku moc silnika 2,3 zwiększono do 98 KM, a silnik 2,5 TD zastąpiono jednostką DTI o mocy 100 KM.